# Губерт Нойпер
Губерт Нойпер  (нім. Hubert Neuper, 29 вересня 1960) — австрійський стрибун з трампліна, олімпійський медаліст.

## Виступи на Олімпіадах
| Олімпіада        | Дисципліна             | Місце |
| ---------------- | ---------------------- | ----- |
| Лейк-Плесід 1980 | інд., норм. трамплін   | 6     |
| Лейк-Плесід 1980 | інд., великий трамплін | 2     |